# 葉門裔巴基斯坦人
葉門裔巴基斯坦人，是指生活在巴基斯坦的葉門人及其後裔。

## 人口
大約5000個來自亞丁的葉門人生活在卡拉奇，其中100人是國際學生就讀於巴基斯坦各大學，其中40人獲巴基斯坦派發獎學金。此外據報導，一些葉門人一直在巴基斯坦西北聯邦直轄部落地區，經營武裝分子的反叛網絡。
葉門的大使館位於首都伊斯蘭堡，為當地葉門人提供服務和舉辦各種活動。